# The Broken Land
Pour plus de détails, voir Fiche technique et Distribution.
The Broken Land est un film américain réalisé par John A. Bushelman, sorti en 1962.

## Synopsis
Un cow-boy débarque dans une petite ville dirigée  par un shérif corrompu. Il noue des liens avec une jolie jeune fille de la ville et des habitants qui tentent de renverser le shérif, ce qui provoque un cambriolage, un homicide et sa poursuite par une troupe vengeresse.

## Fiche technique
- Titre français : The Broken Land
- Réalisation : John A. Bushelman
- Scénario : Edward J. Lakso
- Photographie : Floyd Crosby
- Musique : Richard LaSalle
- Production : Leonard A. Schwartz et Roger Corman
- Pays d'origine : États-Unis
- Format : Couleurs - 2,35:1 - Mono
- Genre : western
- Date de sortie : 1962

## Distribution
- Kent Taylor : Marshal Jim Cogan
- Diana Darrin : Mavera
- Jody McCrea : Deputy Ed Flynn
- Robert Sampson : Dave Dunson
- Jack Nicholson : Will Brocious